# شعر کوتاه
شعر کوتاه یا چامک سروده‌ای منسجم، اتم وار، در لحظه، نکته سنج و دارای فرمی فشرده‌است که در کمترین کمیت بیشترین معنی را دارد.
شعر کوتاه از گذشته تا امروز، همواره، همراه شعر و ادبیات فارسی بوده و «طرح» که توسط احمد شاملو  ارائه شد نخستین شعر کوتاه مدرن است که در رویارویی با نفوذ هایکوساخته شد.

## انواع شعر کوتاه
نمونه‌هایی نوین از شعر کوتاه یا چامک
[https://khoshe-khoshe.ir
- طرح،
- شعرک،
- ترانک،
- سگانی،
- پریسکه،[۱]
- هاشور
- آنک،
- نیم‌گانی، قالبی کوتاه که از یک مصراع و یک پاره مصراع تشکیل شده‌است. نخستین سراینده نیم‌گانی م. آزاد بوده‌است که در سال ۱۳۳۲ آن را سروده‌است.[۲]

نمونه‌هایی سنتی از شعر کوتاه:
- تک‌بیت‌ها (دولختی) یا مفردات
- خسروانی‌ها (سه‌لختی)
- دوبیتی‌ها (چهارلختی)
- رباعی‌ها (چهار مصرعی)